# 알케스티스

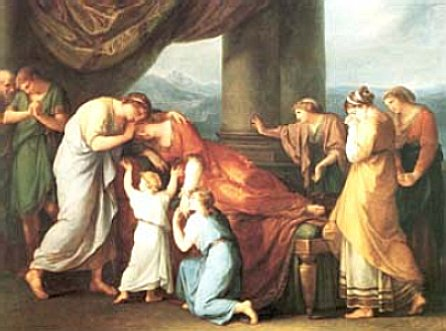
《알케스티스의 죽음》, 앙겔리카 카우프만

알케스티스(고대 그리스어: Ἄλκηστις)는 그리스 신화에 등장하는 공주로, 남편에 대한 사랑으로 알려져 있다.
그는 이올코스의 왕 펠리아스의 딸이다. 많은 남자들이 알케스티스에게 청혼했으나 펠리아스 왕은 사자와 멧돼지(또는 곰)에 멍에를 씌워 전차를 끌고 오는 사람에게 딸을 주겠다고 했다. 아드메토스 왕이 아폴론의 도움을 받아 이를 해내고 알케스티스와 결혼했다. 아드메토스가 죽음을 맞게 될 때, 아폴론은 운명의 여신 모이라이를 취하게 만들어 그 대신 죽어줄 사람을 구한다면 아드메토스를 데려가지 않겠다는 약속을 받아냈는데, 아드메토스의 부모도 대신 죽어주지 않겠다고 하자 알케스티스가 나서게 된다. 죽어서 하데스에 간 알케스티스를 그 뒤 헤라클레스가 아드메토스에 대한 은혜를 갚기 위해 구출한다. 에우리피데스가 쓴 고대 그리스 비극 작품 《알케스티스》의 주인공이다.